# 上田恵介
上田 恵介（うえだ けいすけ、1950年12月1日 - ）は、日本の生物学者（行動生態学・動物行動学・進化生態学）、鳥類学者。
立教大学名誉教授、公益財団法人日本野鳥の会会長（第6代）、公益財団法人山階鳥類研究所特任研究員。
立教大学理学部生命理学科教授、日本動物行動学会会長、日本鳥学会会長を歴任した。

## 略歴
1950年12月1日、大阪府枚方市に生まれる。5歳の時に寝屋川市に転居。
大阪府立寝屋川高等学校を経て、1973年に大阪府立大学農学部園芸農学科を卒業。1977年、同大学大学院農学研究科修士課程修了。1984年、大阪市立大学大学院理学研究科博士課程単位取得退学。1985年3月、同大学院にて理学博士号取得。同年4月より日本学術振興会奨励研究員となる。
1989年4月、立教大学一般教育部自然科学科助教授となり、その後理学部総合科学講座助教授、理学部化学科助教授を経て、2001年4月、理学部化学科（2002年4月以降は生命理学科）教授となる。
2016年3月に退官、名誉教授となる。同年7月、第19回山階芳麿賞を受賞した。
2019年6月19日、名誉会長に退いた柳生博の後任として副会長から昇格するかたちで日本野鳥の会の会長に就任した。
2020年11月、第5回日本動物行動学会日高賞を受賞した。

## 人物
日本野鳥の会には小学生時代の1963年に入会した。当時の会長（初代会長）である中西悟堂に入会を希望する手紙を出したところ、「小学生だから会費はいらない」という返事をもらい、入会したという。

## 著書

### 単著
- 『一夫一妻の神話－鳥の結婚社会学－』（蒼樹書房・1987年）ISBN 9784789110426
  - 新装版（エッチエスケー・2004年）ISBN 4902424010
- 『鳥はなぜ集まる？－群れの生態行動学－』（東京化学同人〈科学のとびら 10〉・1990年）ISBN 480791250X
- 『♂・♀のはなし－鳥－』（技報堂出版・1993年）ISBN 4765543919
- 『花・鳥・虫のしがらみ進化論－「共進化」を考える－』（築地書館・1995年）ISBN 4806722634
- 『日本のかわいい鳥 世界の綺麗な鳥』（大和書房〈ビジュアルだいわ文庫〉2017年）ISBN 9784479306481

### 共編著
- 『擬態―だましあいの進化論〈1〉昆虫の擬態』（編著・築地書館・1999年）ISBN 480671190X
- 『擬態―だましあいの進化論〈2〉脊椎動物の擬態・化学擬態』（編著・築地書館・1999年）ISBN 4806711918
- 『種子散布―助けあいの進化論〈1〉鳥が運ぶ種子』（編著・築地書館・1999年）ISBN 4806711926
- 『種子散布―助けあいの進化論〈2〉動物たちがつくる森』（編著・築地書館・1999年）ISBN 4806711934
- 『自然の謎と科学のロマン〈下〉生命と人間・編』（共著・新日本出版社・2003年）ISBN 4406030387
- 『動物たちの気になる行動〈1〉食う・住む・生きる篇』（佐倉統監修・裳華房〈ポピュラー・サイエンス 243〉・2002年）ISBN 4785387432
- 『動物たちの気になる行動〈2〉恋愛・コミュニケーション篇』（佐倉統監修・裳華房〈ポピュラー・サイエンス 244〉・2002年）ISBN 4785387440
- 『行動生物学辞典』（共編・東京化学同人・2013年）ISBN 9784807908370
- 『野外鳥類学を楽しむ』（編著・海遊舎・2016年）ISBN 9784905930839

### 監修など
- 『野鳥282』（解説・小学館＜ポケットガイド 3＞・1997年）ISBN 4092082037
- 『ヤイロチョウ(八色鳥) : 深い森でくらす妖精』（監修・ポプラ社〈地球ふしぎはっけんシリーズ 3〉・2001年）ISBN 4591068986
- 『鳥』（監修・小学館〈小学館の図鑑NEO 5〉・2002年）ISBN 4092172052
  - ポケット版（〈小学館の図鑑NEO POCKET 7〉・2012年）ISBN 9784092172876
  - DVD付新版（2015年）ISBN 9784092173057
- 『鳥類図鑑』（本文監修・東京書籍・2006年）ISBN 4487801281
- 『世界の美しい鳥』（監修・パイインターナショナル・2012年）ISBN 9784756243119
- 『写真集 鳥の巣 50個の巣と、50種の鳥たち』（監修・グラフィック社・2014年）ISBN 9784766126464
- 『世界のかわいい小鳥』（監修・パイインターナショナル・2014年）ISBN 9784756245557
- 『フランスの美しい鳥の絵図鑑』（監修・グラフィック社・2014年）ISBN 9784766126389
- 『生きもののふしぎ』（監修・講談社〈講談社の動く図鑑WONDER MOVE〉・2014年）ISBN 9784062190145
- 『世界の美しいカワセミ』（監修・パイインターナショナル・2015年）ISBN 9784756246950
- 『世界の美しいハチドリ』（監修・パイインターナショナル・2015年）ISBN 9784756247292
- 『空を飛ばない鳥たち  泳ぐペンギン、走るダチョウ 翼のかわりになにが進化したのか?』（監修・誠文堂新光社〈子供の科学・サイエンスブックス〉2015年）ISBN 9784416115046
- 『図説 読み出したらとまらない!ヒトと生物の進化の話』（監修・青春出版社〈青春新書intelligence〉・2015年）ISBN 9784413044721
- 『世界のかっこいい鳥』（監修・パイインターナショナル・2016年）ISBN 9784756247568
- 『動物言語の秘密 暮らしと行動がわかる』（監訳・西村書店・2016年）ISBN 9784890137572
- 『日本の美しい色の鳥』（監修・エクスナレッジ・2016年）ISBN 9784767822426
- 『鳥のくらし図鑑 身近な野鳥の春夏秋冬』（監修・偕成社・2016年）ISBN 9784034374603
- 『鳴き声が聴ける世界の美しい鳥図鑑』（監修・宝島社・2017年）ISBN 9784800275776
- 『世界の美しい鳥の神話と伝説』（監修・エクスナレッジ・2018年）ISBN 9784767823768
- 『とり』（監修・グラフィック社〈ちいさな手のひら事典〉・2018年）ISBN 9784766131086